# Gregor Sever
Gregor Sever, slovenski športnik balinar, * 16. avgust 1975, Ljubljana
Sever je bil v letih 1982−1998 član balinarskega kluba Polje v Ljubljani in od 1992-1998 član slovenske državne reprezentance. Na svetovnih prvenstvih v balinanju je tem odobju osvojil 2 zlate, 3 srebrne in 4 bronaste medalje.